# Automatizzazione della linea 1 della metropolitana di Parigi

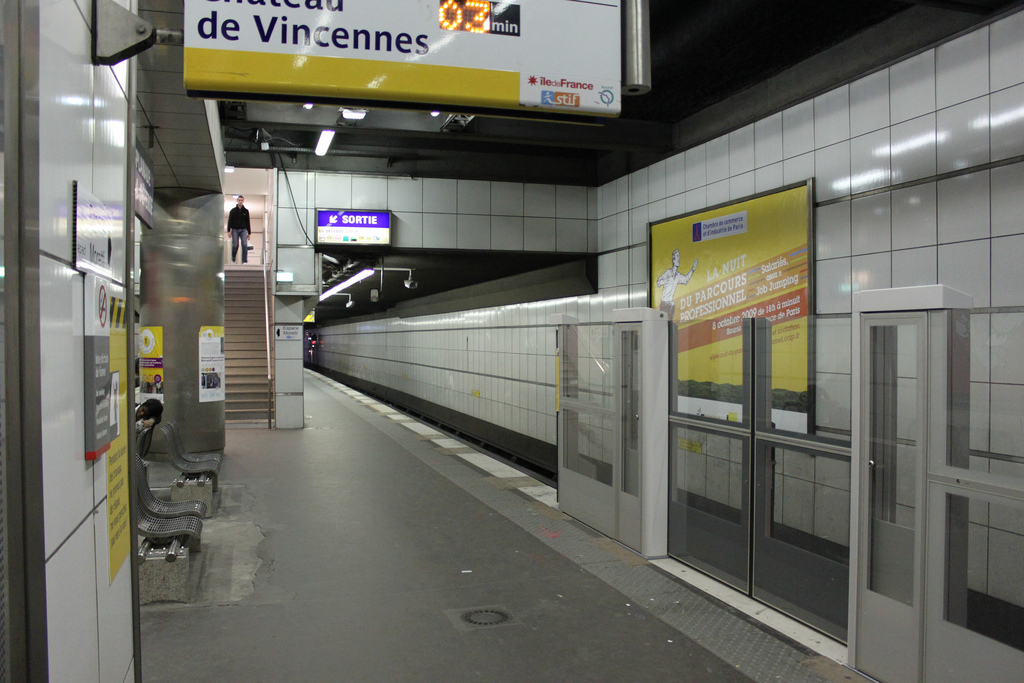
La stazione di Esplanade de La Défense dopo la posa delle barriere davanti ai binari a fine 2009.

L'automatizzazione della linea 1 della metropolitana di Parigi è il progetto che ha reso completamente automatica la prima linea del metrò parigino, eliminando la figura del macchinista dei treni. Avviata nel 2005 dalla RATP, questa procedura non comporta alcuna interruzione del traffico passeggeri, nonostante l'altissima frequentazione della tratta.
I lavori sono costati 100 milioni di euro, escluso l'acquisto del nuovo materiale rotabile (convogli MP 05). Essi comprendono il rinnovamento delle stazioni e la posa di porte antisuicidio sui bordi delle banchine, che si aprono solo in presenza dei convogli.
I primi treni automatici sono entrati in servizio il 3 novembre 2011.
Dal 10 maggio 2012 la linea, nelle ore serali, è servita unicamente da treni automatici. In giornata, i treni automatici circolano insieme a quelli con macchinista (che vanno progressivamente riducendosi). Dal 7 luglio, nei fine settimana, il servizio è unicamente automatico; dal 26 dicembre la linea è interamente automatica e i treni a guida manuale non circolano più.

## Storia
Nei primi anni 2000, forte del successo della linea 14 completamente automatica, la RATP progetta di convertire a questa tecnologia altre linee del metrò. Ciò, oltre a permettere a Parigi di essere una formidabile vetrina per le innovazioni in campo ferroviario, consentirà di aumentare la frequenza dei treni e di mantenerla costante anche in caso di sciopero. Come prima linea da automatizzare fu scelta la Linea 1, la più frequentata della rete.
Il 7 novembre 2005 viene siglato un contratto da 30,8 milioni di euro con Siemens, società già responsabile dello sviluppo della linea 14, aperta nel 1998 con il sistema completamente automatico SAET. Il contratto prevede l'automatizzazione completa della linea con un sistema a guida radio centralizzato: in particolare si implementano i sistemi Trainguard MT CBTC per gli automatismi e Airlink per le comunicazioni radio.
Ai primi del 2007 partono ufficialmente i lavori, poco visibili al pubblico se non per alcuni ritardi sulla rete: ricablaggio della linea, rimpiazzamento dei segnali, installazione di una diramazione del binario a Porte Maillot per costruire un nuovo deposito di manutenzione.
All'inizio del 2009, la RATP posa alla stazione Bérault, scelta come punto sperimentale, le prime porte antisuicidio. I lavori durano da febbraio a marzo 2009. Ai primi di maggio 2009, la Alstom consegna il primo treno MP 05 alla RATP.
Nel giugno 2009, la RATP lancia i lavori più notevoli, stavolta visibili al pubblico, consistenti nella posa delle porte antisuicidio in tutte le stazioni. Viene convocata una conferenza stampa a bordo di un MP 05 il 12 giugno, mentre nella stessa settimana vengono poste le barriere sulle banchine a Pont de Neuilly. Nelle stazioni della linea vengono affissi manifesti col lo slogan «M1 s'automatise» ("la linea 1 si automatizza"). I lavori non sono immuni da incidenti. Il 13 gennaio 2011, il traffico si interruppe per due ore e mezza in piena ora di punta per la rottura di alcuni cavi elettrici.
La linea 1 è una delle prime linee al mondo ad essere automatizzata in servizio (cioè non concepita per tale sistema in origine). Nel periodo di transizione treni con e senza macchinista hanno circolato fianco a fianco. Più o meno ogni settimana un treno con conduttore è stato sostituito da uno senza conduttore. Al 26 dicembre 2012 tutti i treni in servizio sono automatici. La buona riuscita di queste opere potrebbe portare, a medio-lungo termine, ad una automatizzazione totale di tutta la rete.
Come accordato ai sindacati, un quinto dei macchinisti oggi operativi sulla linea verrà trasferito alle nuove sale di controllo centrale.

## Calendario
- 7 novembre 2005: parte il progetto di automatizzazione
- Novembre 2008: si installano le prime porte antisuicidio sulla banchina a Porte Maillot
- Marzo 2009: entrano in funzione le porte antisuicidio[13]
- Maggio 2009: viene consegnato il primo treno MP 05
- Inizio del 2010: otto stazioni sono dotate di porte antisuicidio[14]
- Maggio 2010: entra in servizio il centro di controllo della linea[14]
- Aprile 2011: tutte le stazioni hanno le porte antisuicidio.
- Luglio 2011: restyling di nove stazioni
- 3 novembre 2011: entra in servizio il primo treno automatico e parte la fase di transizione[3]
- 10 maggio 2012: nelle ore serali circolano solo treni automatici[4]
- 7 luglio 2012: nei weekend circolano solo treni automatici.
- 26 dicembre 2012: escono di scena i treni MP 89 CC, la linea è interamente automatica[15].

## Modifiche sulle infrastrutture

### Materiale rotabile

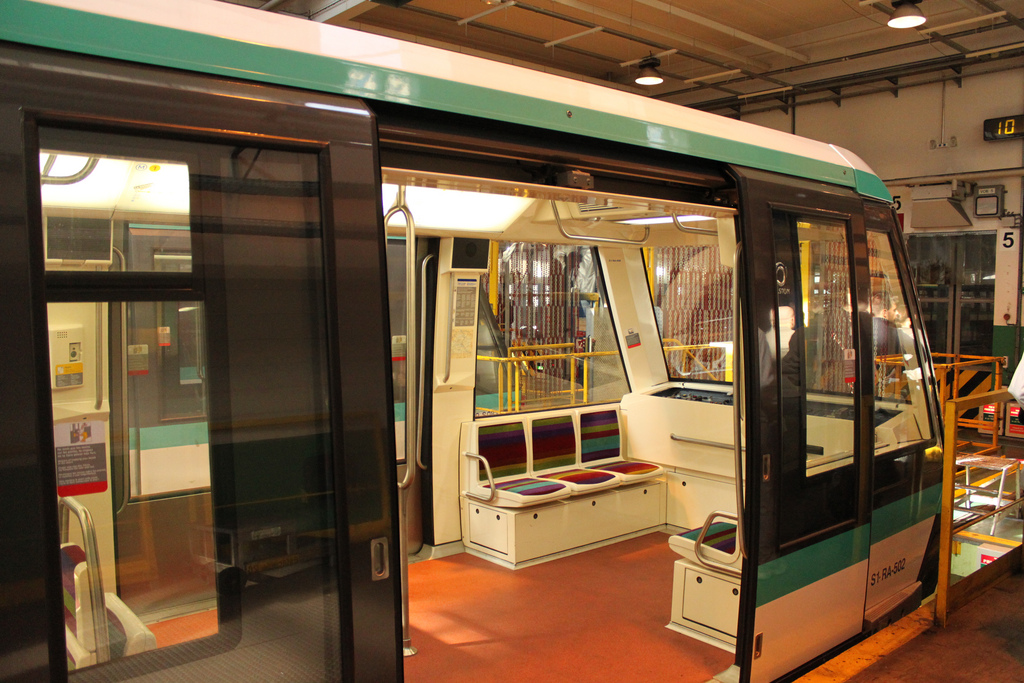
Un convoglio MP 05 al deposito RATP di Fontenay.

La RATP per l'automatizzazione della linea 1 ha commissionato alla Alstom dei nuovi treni, i MP 05. Basati concettualmente sui MP 89 attualmente operativi sulle linee 4 e 14, sono completamente privi di cabina di guida. Dispongono solo di una piccola plancia di comando d'emergenza. Tale treno è stato presentato alla stampa dalla RATP la notte tra venerdì 12 e sabato 13 giugno 2009.

### Rinnovamento delle stazioni

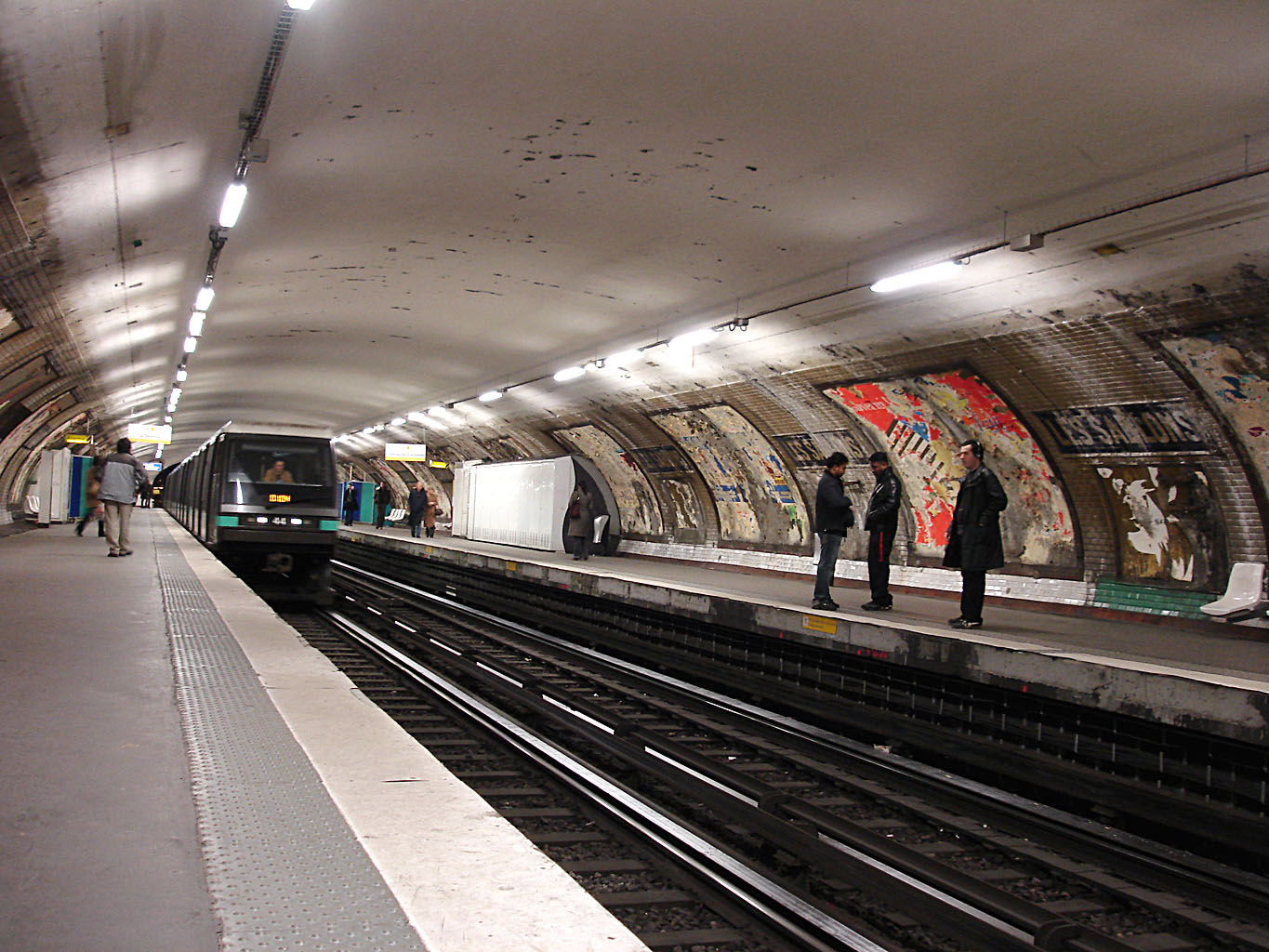
La stazione Les Sablons, in ristrutturazione ai primi del 2008.

Le stazioni della linea 1 hanno subito un corposo restyling. Sono state installate porte antisuicidio, ristrutturate le pareti e migliorata l'illuminazione. La stazione Bérault è stata scelta dalla RATP come "esperimento pilota" per il rinnovamento.

#### Struttura
Si è provveduto a ristrutturare le parti murarie delle stazioni. Sono state rimesse a nuovo le finiture metalliche decorative posate negli anni 1950, si è messa in opera la sostituzione delle piastrelle di ceramica sulle pareti e sono state eliminate le infiltrazioni di umidità. Al contempo si è provveduto a rinnovare la segnaletica, il cablaggio e l'illuminazione. Concentrando così diversi interventi, si è ridotta la durata dei lavori, con un conseguente minor disturbo del traffico passeggeri. Le stazioni ristrutturate sono: Bérault, Saint-Mandé, Porte de Vincennes, Franklin D. Roosevelt e Les Sablons.

#### Sopraelevazione delle banchine

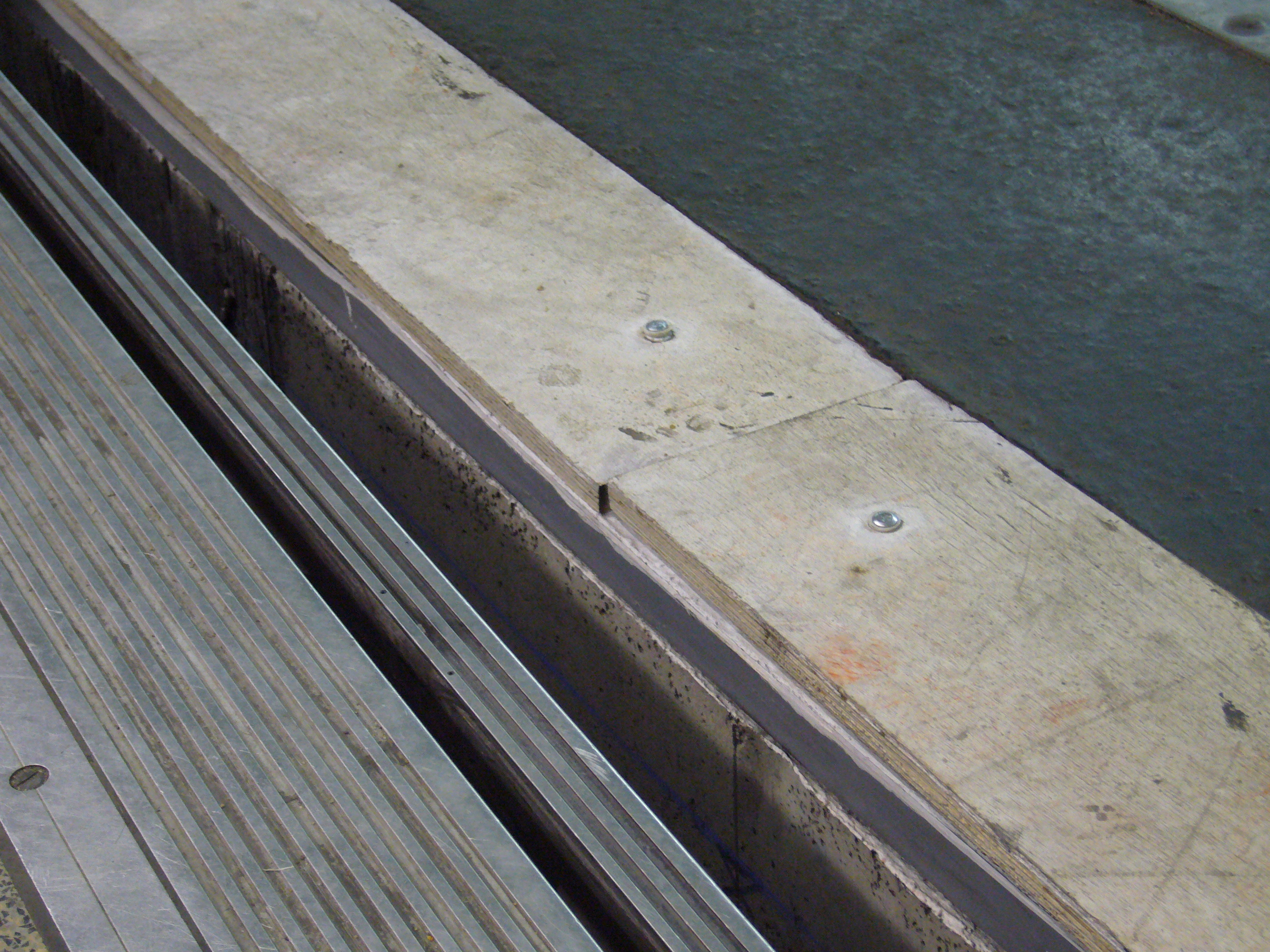
La banchina rialzata a Porte de Vincennes.

Tutte le banchine sono state rialzate e livellate per essere tutte perfettamente allineate alle porte dei treni, anche e soprattutto a beneficio delle persone con problemi motori. Per fare ciò ogni stazione è stata chiusa, in sequenza, per un weekend.

#### Posa delle porte antisuicidio

##### Obiettivo

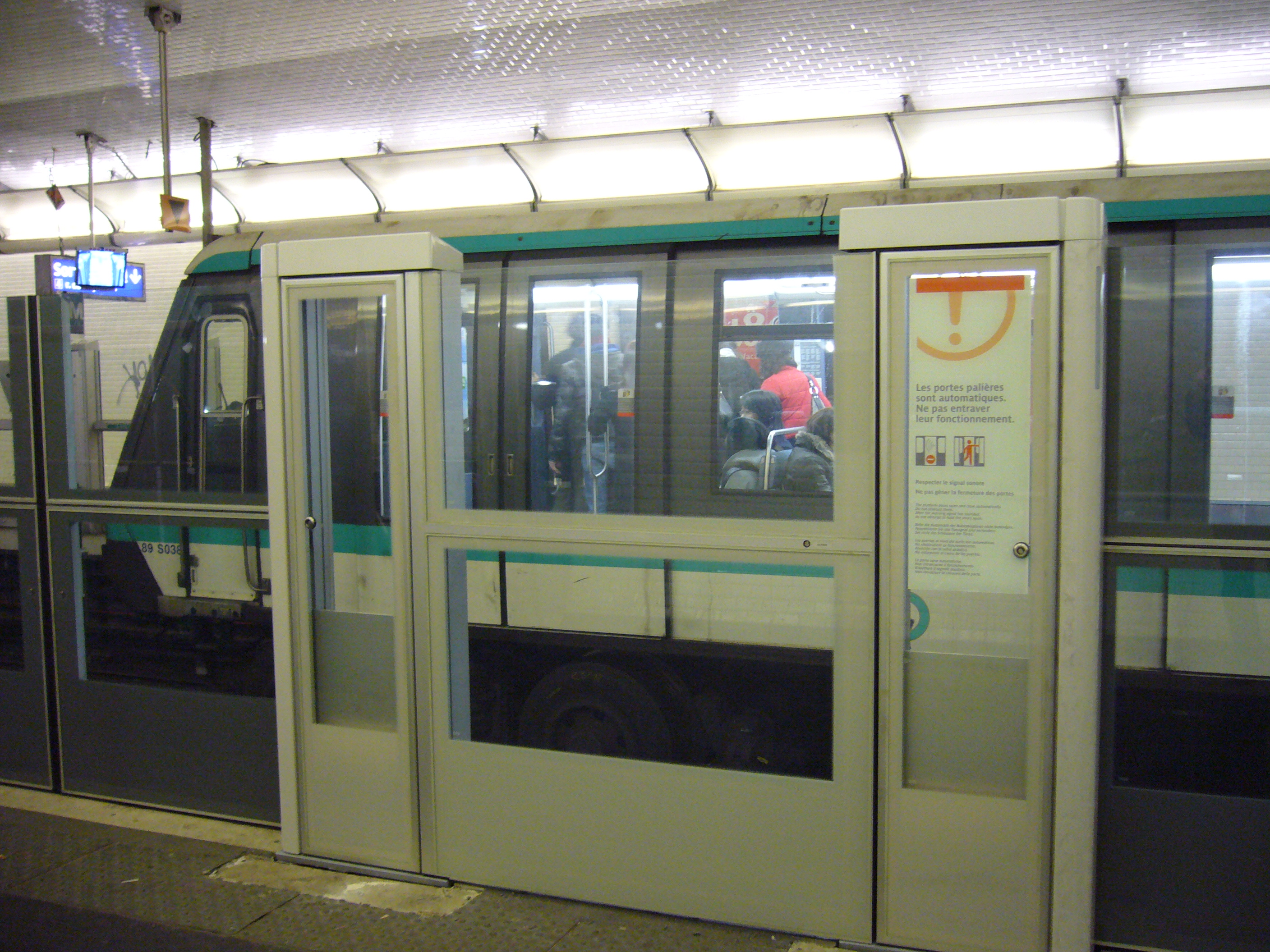
Le porte di sicurezza sulla banchina a Bérault.

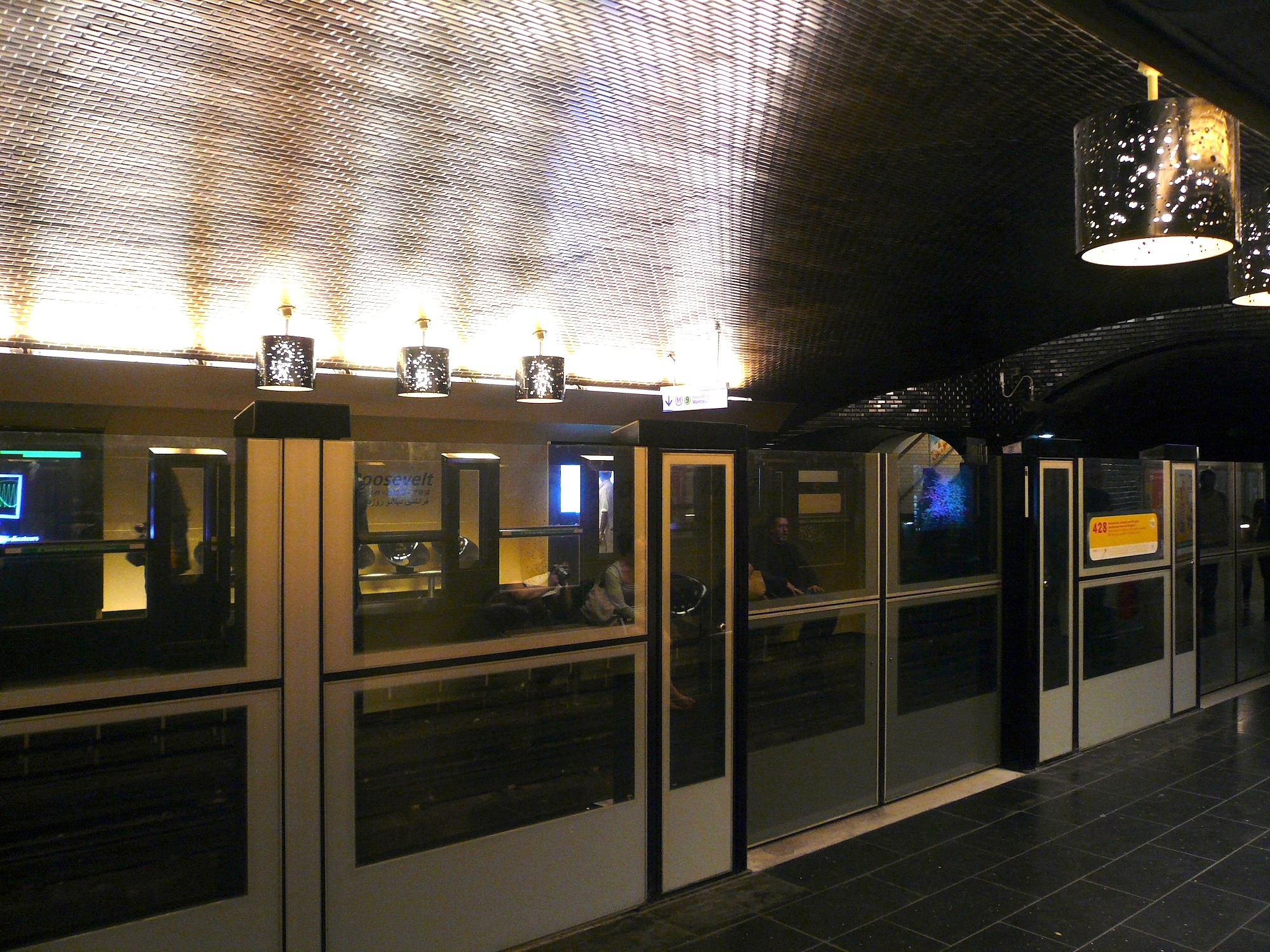
Il nuovo aspetto di Franklin D. Roosevelt.

L'automatizzazione e l'assenza del macchinista a vigilare sulla sicurezza della linea resero necessarie nuove soluzioni per tutelare l'incolumità dei viaggiatori. Per evitare la caduta di persone o cose sui binari, la RATP ha provveduto ad installare delle porte di sicurezza sui bordi delle banchine, come sulla linea 14.
Tuttavia le banchine della linea 1, risalenti al 1900, a causa della loro struttura in mattoni e laterizi non avrebbero sopportato il peso di porte alte fino al soffitto, come sulla linea 14, ma porte troppo basse non sarebbero state sufficientemente sicure.
La RATP ha optato per porte alte almeno 1,5 m, testando differenti modelli.
L'appalto per la costruzione è stato vinto dal gruppo Kaba, che ha presentato un progetto per 954 porte (18 per banchina) alte 1,8 m per una spesa complessiva di 43,6 milioni di euro.
I lavori di posa si svolsero di notte a partire da settembre 2008 nelle 25 stazioni della linea 1. Per permettere la compatibilità delle porte coi treni esistenti, la RATP ha commissionato alla ClearSy la concezione di un sistema per sincronizzare l'apertura delle porte con quelle dei 52 treni MP 89 con posto guida (non automatici). Le porte dunque si aprono e si chiudono solo in presenza di un treno sulle rotaie. Sono state installate a ritmo di due moduli a notte (una a settimana), nel senso di marcia dei treni, e sono subito entrate in funzione dopo la posa. Ogni banchina necessita di 18 porte, pertanto ci vollero circa tre settimane per equipaggiare una stazione.
Nelle stazioni in curva, come Charles de Gaulle - Étoile, il bordo della banchina è segnato da dei led blu e (in presenza di un treno) si ode anche un segnale acustico.
Le prime porte sono state posate nel 2008 sulla banchina di Porte Maillot in direzione Château de Vincennes.
Ai primi del 2009, è stata la stazione Bérault ad essere equipaggiata.
Questo è stato l'ordine seguito per le stazioni seguenti, da metà giugno 2009 a febbraio 2010: Pont de Neuilly, Les Sablons, Esplanade de La Défense, La Défense e Argentine.
A fine marzo 2010, la stazione Porte Maillot è stata equipaggiata con le porte anche sulla banchina opposta. Si è poi passati ad equipaggiare Hôtel de Ville, Saint-Mandé e Château de Vincennes.
Da agosto a dicembre 2010, le stazioni Porte de Vincennes, Gare de Lyon, Saint-Paul, Châtelet, Louvre - Rivoli, Palais Royal-Musée du Louvre, Tuileries, Concorde, Champs-Élysées-Clemenceau, e Franklin D. Roosevelt hanno ricevuto le porte, portando a 20 il numero delle stazioni convertite.
Tra febbraio e aprile 2011, le stazioni George V, Reuilly - Diderot, Nation e Charles de Gaulle - Étoile sono state a loro volta equipaggiate.
Il processo si è concluso a Bastille, nell'aprile 2011.

##### Date di installazione

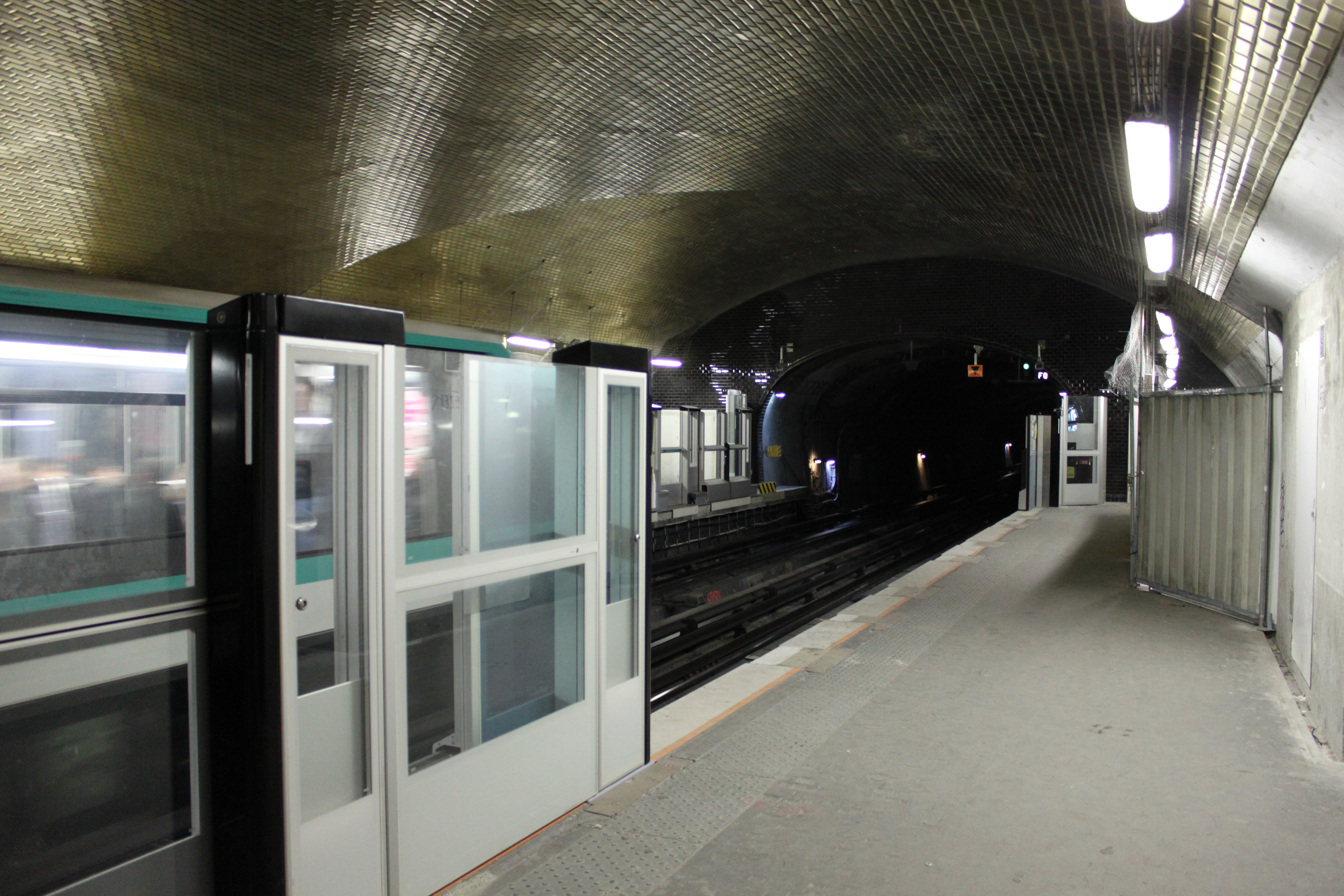
L'installazione delle barriere a Franklin D. Roosevelt nel dicembre 2010.

Di seguito è riportata la data di installazione, stazione per stazione, delle porte antisuicidio.
| Posizione in linea | Stazione                     | Data di posa  | Ordine di posa |
| ------------------ | ---------------------------- | ------------- | -------------- |
| 1                  | La Défense                   | Dicembre 2009 | 5              |
| 2                  | Esplanade de La Défense      | Ottobre 2009  | 4              |
| 3                  | Pont de Neuilly              | Giugno 2009   | 2              |
| 4                  | Les Sablons                  | Luglio 2009   | 3              |
| 5                  | Porte Maillot                | Marzo 2010    | 7              |
| 6                  | Argentine                    | Febbraio 2010 | 6              |
| 7                  | Charles de Gaulle - Étoile   | Aprile 2011   | 24             |
| 8                  | George V                     | Febbraio 2011 | 21             |
| 9                  | Franklin D. Roosevelt        | Dicembre 2010 | 20             |
| 10                 | Champs-Élysées-Clemenceau    | Dicembre 2010 | 19             |
| 11                 | Concorde                     | Ottobre 2010  | 13             |
| 12                 | Tuileries                    | Novembre 2010 | 15             |
| 13                 | Palais Royal-Musée du Louvre | Ottobre 2010  | 14             |
| 14                 | Louvre - Rivoli              | Agosto 2010   | 11             |
| 15                 | Châtelet                     | Novembre 2010 | 16             |
| 16                 | Hôtel de Ville               | Aprile 2010   | 8              |
| 17                 | Saint-Paul                   | Novembre 2010 | 17             |
| 18                 | Bastille                     | Aprile 2011   | 25             |
| 19                 | Gare de Lyon                 | Novembre 2010 | 18             |
| 20                 | Reuilly-Diderot              | Marzo 2011    | 22             |
| 21                 | Nation                       | Aprile 2011   | 23             |
| 22                 | Porte de Vincennes           | Agosto 2010   | 12             |
| 23                 | Saint-Mandé                  | Maggio 2010   | 9              |
| 24                 | Bérault                      | Marzo 2009    | 1              |
| 25                 | Château de Vincennes         | Luglio 2010   | 10             |

### Supervisione, comando e controllo

#### Controllo della linea

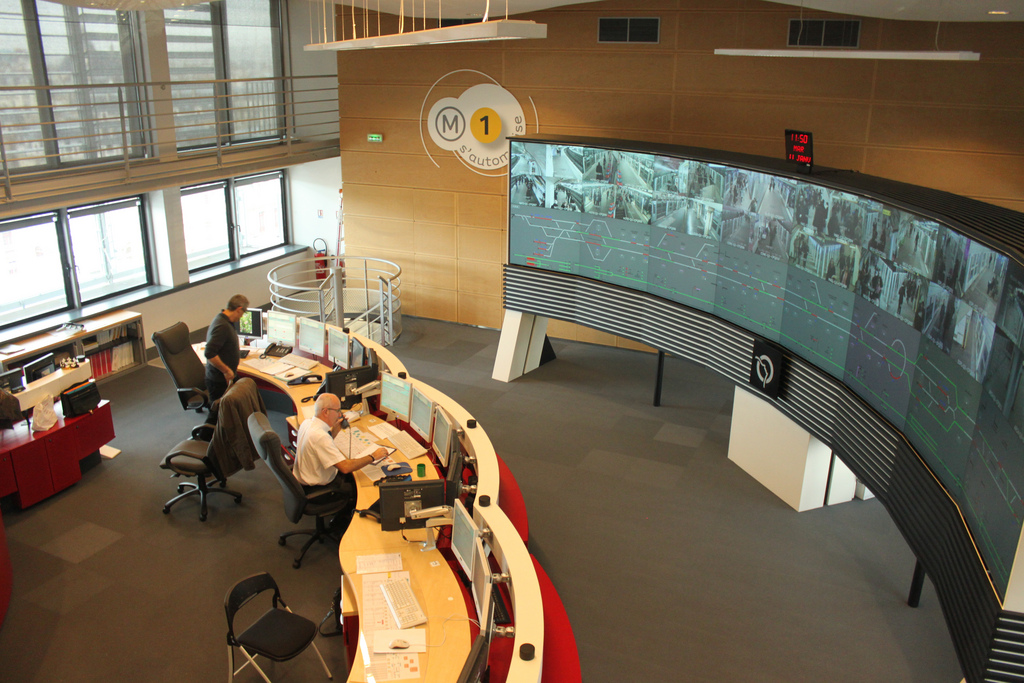
La centrale di controllo.

Il controllo della linea 1 è garantito dal nuovo poste de commande centralisé (PCC posto di comando centralizzato), in servizio da maggio 2010, nel quale gli operatori (molto spesso ex macchinisti di linea) controllano la situazione su tutta la tratta, potendo intervenire in caso di pericolo.

#### Il "SAET"
Il Système d'automatisation de l'exploitation des trains (SAET) usato per gestire il traffico sulla linea 1 è simile a quello della linea 14, con l'aggiunta di funzioni ad hoc per la linea:
- gestione di marcia ad aderenza ridotta, nei tratti all'aria aperta a Neuilly e a Bastille;
- miglioramento del sistema di frenata;
- gestione dei passaggi dei treni in stazione su tutta la linea.

Differenza notevole con la linea 14 è il sistema di dialogo con l'apparato di controllo: sulla linea 1 è basato su onde radio, sulla 14 su un fascio di cavi posato sui binari.

### Manutenzione

#### Nuovo punto di manutenzione a Porte Maillot
Nella preparazione al progetto, la RATP si è dovuta confrontare con un problema: come far coesistere nei depositi treni automatici e a guida manuale, essendo notevole il pericolo per un conduttore di essere investito da un treno automatico nell'attraversamento dei binari.
Si decise pertanto di convertire il vecchio capolinea di Porte Maillot in punto di manutenzione per i treni MP 05. In effetti la stazione disponeva di una galleria parallela caduta de facto in disuso nel 1936, dopo il prolungamento della linea al pont de Neuilly.
Da tale galleria erano state in parte rimosse le rotaie, rendendo possibile l'accesso in una sola direzione, dal binario 2 (direzione Château de Vincennes).
La RATP ha posato un raccordo tra Argentine e Porte Maillot per permettere l'accesso anche dal binario 1 (direzione La Défense). Per la complessità dell'opera, si dovette interrompere il traffico per due giorni.

#### Nuovo lavatreno a Château de Vincennes
Sempre a beneficio dei nuovi MP 05, è stato realizzato un punto di lavaggio per treni a Château de Vincennes.